# David Landes
 (avril 2024).
Si vous disposez d'ouvrages ou d'articles de référence ou si vous connaissez des sites web de qualité traitant du thème abordé ici, merci de compléter l'article en donnant les références utiles à sa vérifiabilité et en les liant à la section « Notes et références ».
David Saul Landes, né à New York le 29 avril 1924 et mort le 17 août 2013 à Haverford (Pennsylvanie), est un historien américain, spécialiste de l'histoire économique européenne moderne.

## Biographie
Élevé à New York, David Landes obtient un Ph.D. de l'université Harvard en 1953. En 1964, il devient professeur d'histoire à Harvard.
Il est professeur émérite d'économie de l'université Harvard et professeur d'histoire à l'université George Washington à la retraite.

## Travaux
Il a écrit plusieurs ouvrages marquants d'histoire économique.
Ses travaux sont remarqués pour leur qualité d'exposition de recherches fouillées en histoire économique. Ils ont aussi été critiqués pour leur supposé eurocentrisme, une critique qu'il endosse explicitement, expliquant que l'explication d'un miracle économique qui se produisit originellement en Europe devait bénéficier d'une analyse eurocentrique.
Selon lui, la révolution industrielle est responsable de trois grandes avancées :
- le remplacement des hommes par les machines[1] ;
- une source d'énergie nouvelle: le charbon ;
- l'utilisation de matières nouvelles, d'origine minérale et artificielle.

## Publications
- Banquiers et pachas : finance internationale et impérialisme économique en Égypte, 1958  (ISBN 2-226-06283-1)
- Revolution in Time, Clocks and the Making of the Modern World, 1969
  - Traduction : L'heure qu'il est : les horloges, la mesure du temps et la formation du monde moderne, 1987  (ISBN 2-070-71139-0)
- The Unbound Prometheus: Technological Change and Industrial Development in Western Europe from 1750 to the Present, 1978
  - Traduction : L'Europe technicienne ou Le Prométhée libéré - Révolution technique et libre essor industriel en Europe occidentale de 1750 à nos jours, Gallimard, 1975 ; 2000  (ISBN 2-070-75968-7)
- The Wealth and Poverty of Nations: Why Are Some So Rich and Others So Poor?, 1998
  - Traduction : Richesse et pauvreté des nations, 2000  (ISBN 2-226-11038-0)

### Articles
- « Why Europe and the West? Why Not China? », Journal of Economic Perspectives 20, 2 (2006), 3–22